# Chart.js
Chart.js est une bibliothèque JavaScript open source gratuite pour la visualisation de données. Créée par le développeur web Nick Downie en 2013, la bibliothèque est maintenant maintenue par la communauté et est la deuxième bibliothèque de graphiques JS la plus populaire sur GitHub par le nombre d'étoiles après D3.js. Le rendu de Chart.js est généré dans un canvas HTML5. Elle est disponible sous la licence MIT,,,,,.

## Les références
1. ↑  Helder da Rocha, Learn Chart.js: Create interactive visualizations for the Web with Chart.js 2, Packt Publishing, 28 février 2019 (ISBN 9781789342154, lire en ligne)
2. ↑  « Easy plotting With Chart.js », I Programmer, 10 mai 2016 (consulté le 9 décembre 2019)
3. ↑  « Chart.js by Nick Downie », Dribbble (consulté le 9 décembre 2019)
4. ↑  « Introduction to Data Management & Visualization in JavaScript », SitePoint, 22 mai 2017 (consulté le 9 décembre 2019)
5. ↑  « Top 10 JavaScript Charting Libraries for Every Data Visualization Need », Hackernoon, 27 avril 2019 (consulté le 9 décembre 2019)
6. ↑  « The 14 best data visualization tools », The Next Web, 21 avril 2015 (consulté le 9 décembre 2019)